# Vulgarrecht
Vulgarrecht (lateinisch vulgaris: allgemein, gewöhnlich) bezeichnet nach der Zeit des Kaisers Diokletian entstandenes römisches Recht. 
Es charakterisiert ein klassisches Zivilrecht, das nach einstiger Blüte, ab der Zeit der Revolutionen des 3. Jahrhunderts aufgrund allgemeinen Kulturschwunds so verarmt war, dass es – kaum verstanden – nurmehr in schlichtem und vergröbertem Zustand anzutreffen war. Rezipiert wird es auch als nachklassisches Recht. Auffällig wird dies vornehmlich in den Rechtsquellen Westroms seit Kaiser Konstantin. 

## Bedeutung
In den auf das Ende der severischen Kaiser folgenden drei Jahrhunderten bis zu den Kodifikationen Justinians wurde in Rom juristisch nichts mehr produziert. Stattdessen wurden die Schriften der klassischen Juristen herangezogen, gekürzt und umgeschrieben, weil die hochentwickelten Texte zu umfangreich erschienen und selbst in der kaiserlichen Kanzlei a libellis nicht mehr verstanden wurden. Dies hatte zur Folge, dass in der Rechtspraxis viele Verständnisprobleme auftraten. Definierte Rechtsfiguren, sei es aus dem Prozess-, sei es aus dem Sachenrecht, vermengten sich oder grenzten sich konturenschwach gegeneinander ab. Zwischen Besitz und Eigentum konnte begrifflich bisweilen nicht mehr unterschieden werden. 
Der Begriff Vulgarrecht geht auf Ernst Levy zurück. Nicht mehr die Jurisprudenz nahm Einfluss auf die kaiserliche Administration, vielmehr war es mittlerweile das Militär. Die kaiserlichen Kanzleien blieben für Anfragen in Rechtssachen zwar zuständig, die Juristen, die die freien Gutachtertätigkeiten wahrnahmen, wurden jedoch verdrängt. Zwar entstanden noch juristische Klein- und Sammelwerke, gleichwohl blieben diese im Vergleich zu den klassischen Werken bedeutungslos, so etwa die heute als nachklassisch verorteten Paulussentenzen. Derartige Werke erfuhren allenfalls Gewicht bei der Sortierung des vorjustinianischen Quellmaterials.
Das Zitiergesetz wird in der römischen Rechtsentwicklung als Tiefpunkt angesehen. Geschaffen wurde es 426 von den Kaisern Theodosius II. für das Oströmische Reich und Valentinian III. für das Weströmische Reich. Die Kaiser wollten dem Rechtsverfall wohl Einhalt gebieten, denn sie gaben vier Jahre später in Auftrag, die römischen Gesetze sowie die Kaiserkonstitutionen ab dem Jahr 312 zusammenzufassen und zu kodifizieren. Das Ergebnis war der Codex Theodosianus, der im Jahr 438 fertiggestellt und veröffentlicht wurde.
Hand in Hand ging der Antritt des Vulgarrechts mit dem ökonomischen Niedergang seit dem 3. Jahrhundert. Der Handelswarenverkehr ging zurück und elaborierter Jurisprudenz bedurfte es weit weniger als zuvor. Die materielle Gerechtigkeit muss dadurch allerdings nicht gelitten haben.
Großen Einfluss hingegen hatte das Vulgarrecht auf die Entwicklung des Rechts bei den Germanen. Die Kodifikationen dazu sind das Edictum Theoderici, der Codex Euricianus, die Lex Romana Visigotorum (siehe auch Breviarium Alaricianum des Westgotenkönigs Alarich II. aus dem Jahr 506) und die Lex Romana Burgundionum.

## Kritik am Begriff
Mit der Reichskrise des 3. Jahrhunderts verabschiedete sich die Produktivität des klassischen Rechts. Die nachklassische Zeit wurde und wird deshalb im juristischen Bereich häufig als „erlahmte“, bisweilen „versiegte“ Kraftquelle rezipiert. Bis ins 20. Jahrhundert konnotierten die vorherrschenden Lehren die abebbenden Ansprüche an das Recht sehr negativ als vulgarrechtlich und klassizistisch. Die modernere Forschung erst wieder erkennt, dass derartige Begriffe den Kern verfehlen. Sie ließen erkennen, dass dem Bedarf an praktikableren Rechtsstrukturen, nur unzureichende Einlassung entgegengebracht worden sei. So werden sie als übertrieben und unzulässig verallgemeinernd empfunden. Fritz Schulz versuchte dem Begriff ganz zu entkommen. Er verwies stattdessen auf ausgeprägte Strukturen des Beamtentums in der spätklassischen Epoche und deutete damit ein „bürokratisches“ Rechtsverständnis an. Franz Wieacker prägte – zumindest für die erste Phase bis zum Einsetzen der deutlich spürbaren Christianisierung – den Begriff der „Epiklassik“. Diesen verinnerlichte Detlef Liebs, denn er übernahm ihn zur Beschreibung der (post-)diokletianischen Spätantike. Liebs vermeidet den Begriff Vulgarrecht überhaupt, denn er fokussierte die realpolitischen Kernmerkmale der Zeit, so die fortschreitende Christianisierung, die Einflüsse der Ostgoten und die julianisch-byzantinischen Veränderungen. Akademische Bemühungen, dem Begriff sinngerechte Strukturen zu verleihen, besser ihn überhaupt zu ersetzen, sind weiterhin im Fluss.
Verwiesen wird darauf, dass es Fachjuristen in der Spätantike ebenso wie in der klassischen Zeit gab. Juristen wurden sogar Planstellen im Staatsapparat bereitgehalten, Rechtsprofessuren gab es in Rom, Beirut und Konstantinopel und auch Lyon und Narbonne waren Zentren für das Recht. Es gab in der Spätantike bürokratische Jurisprudenz, die durch kaiserliche Libellsekretariate, Präfekten, Provinzgouverneure und Diozösanvikare ausgeübt wurde. Juristenabschlüsse mussten zum Nachweis an den Obergerichten vorgewiesen werden. Von freier Gutachter- und Beratertätigkeit gibt es Nachrichten bis ins 7. Jahrhundert. Verwiesen wird auch darauf, dass das bis ins 5. Jahrhundert zweitrangige Ostrom ab Theodosius II. die rechtskulturelle Landschaft des Westens überholte. Erst zuletzt aber, ab dem Anfang des 7. Jahrhunderts, habe die römische Rechtslehre zu wünschen übrig gelassen.

## Werke des sogenanntenVulgarrechts
Dem oben beschriebenen epiklassischen Kontext können die diokletianischen Rechtswerke zugeordnet werden; es handelt sich um die Privatsammlungen des Codex Gregorianus, des Codex Hermogenianus und Hermogenians Iuris epitomae. Das bereits von der Christianisierung geprägte Zeitalter Konstantins brachte die sogenannten Fragmenta Vaticana hervor, die theodosianische Ära die Collatio und den Codex Theodosianus. In der Zeit vom Fall Roms bis zum Ostgotenreich ragen die Consultatio, Interpretationen des Lex Romana Visigothorum und die Epitome Gai hervor, gefolgt von den Leges novellae und dem Edictum Theoderici. Klassischer byzantinischer Prägung ist das juristische Umfeld zum Codex Iustinianus und zum sogenannten Authenticum.